# Vernon Dvorak
Pour les articles homonymes, voir Dvorak.
Vernon Francis Dvorak est un météorologiste américain né en 1928 en Iowa et mort le 19 septembre 2022 à Ojai (Californie), qui a publié en 1975 une technique, qui portera son nom, pour analyser les cyclones tropicaux à partir des photos satellitaires afin d'en extraire l'intensité, la période dans leur cycle de vie et leur développement/diminution probable. 

## Biographie
Vernon Dvorak est né le 15 novembre 1928 en Iowa. Il a passé sa carrière en grande partie au National Weather Service (NWS) au laboratoire du National Environmental Satellite, Data, and Information Service, une composante du National Hurricane Center. Dvorak y a examiné d'innombrables images de cyclones tropicaux à divers stades de développement et en a déduit une technique de reconnaissance qui permet à un prévisionniste d'évaluer le stade de développement d'un cyclone, la vitesse de ses vents et sa pression centrale grâce à l'imagerie satellitaire.
Vernon Dvorak a publié ses constatations dans un article de 1975 dans Monthly Weather Review, « Tropical Cyclone Intensity Analysis and Forecasting from Satellite Imagery », mis à jour avec des améliorations apportées les années suivantes,. Sa technique a été adoptée par les météorologues du monde entier.
Il a obtenu la médaille d'argent du département du Commerce des États-Unis, dont dépend le NWS, en 1972 et celle du mérite pour l'œuvre de sa vie en 2002 par la National Weather Association.
Il demeurait à Ojai (Californie). Il meurt le 19 septembre 2022 à l'âge de 93 ans.

## Publications
Vernon Dvorak a publié plusieurs articles dont :  
- Characteristic cloud patterns associated with tropical storm development in the western North Pacific from 1968 to 1970, U.S. Dept. of Commerce, National Oceanic and Atmospheric Administration, coll. « National Environmental Satellite, Data, and Information Service », 1971, 12 p.
- A technique for the analysis and forecasting of tropical cyclone intensities from satellite pictures, U.S. Dept. of Commerce, National Oceanic and Atmospheric Administration, coll. « National Environmental Satellite, Data, and Information Service », 1973, 19 p.
- Vernon F. Dvorak et Frank J. Smigielski, A workbook on tropical clouds and cloud systems observed in satellite imagery, U.S. Dept. of Commerce, National Oceanic and Atmospheric Administration, coll. « National Environmental Satellite, Data, and Information Service »
- Tropical cyclone intensity analysis and forecasting from satellite imagery, U.S. Dept. of Commerce, National Oceanic and Atmospheric Administration, coll. « National Environmental Satellite, Data, and Information Service », 1974
- Vernon F. Dvorak, Tropical cyclone intensity analysis using satellite data, U.S. Dept. of Commerce, National Oceanic and Atmospheric Administration, coll. « National Environmental Satellite, Data, and Information Service », 1984, 47 p.
- Tropical cyclone motion forecasting using satellite water vapor imagery, U.S. Dept. of Commerce, National Oceanic and Atmospheric Administration, coll. « National Environmental Satellite, Data, and Information Service », 1994, 42 p.